# Massinissa
Massinissa nebo Masinissa (kolem 238 př. n. l. – 148 př. n. l.) byl náčelníkem východonumidského kmene Massylů a později králem celé Numidie, starověkého severoafrického království ležícím na území dnešního Alžírska a Libye. V letech 213 až 206 př. n. l. byl spojencem Kartága, potom ale přešel na stranu Římanů. Od té doby patřil k nejzarputilejším nepřátelům Punů.

## Spojenec Kartága
Massinissa se narodil v roce 238 př. n. l. jako syn Galy, vládce Massylů, jednoho ze dvou numidských kmenů. Massylové, jako sousedé Kartága, měli k tomuto městu a jeho civilizaci blízko, což předurčilo i Massinissův raný život: své mládí strávil jako rukojmí ve Městě, kde se krom punštiny naučil i řečtině a latině. Všeobecně byl považován za velmi moudrého a schopného muže. Massinissa se prý tady zamiloval do krásné Sofonisbe, dcery předního kartaginského šlechtice, Hasdrubala Giskona.
V době vypuknutí druhé punské války bojoval Massinissa ve službách Kartaginců proti Syfakovi, náčelníkovi Masaesylů, druhého numidského kmene ze západní Numidie, který byl s Massyly v trvalých sporech a proto také, logicky, válčil na straně Římanů. Massinissa, jenž měl tehdy zřejmě pouze sedmnáct let, vedl společně s Hasdrubalem Giskonem vojsko složené z Numiďanů a kartaginských žoldnéřů proti Syfakově armádě a dosáhl drtivého vítězství, čímž přiměl Syfaka k uzavření míru s Kartaginci.
Poté sloužil v Hispánii jako velitel numidské jízdy v bojích proti Římanům a výrazně se podílel na kartaginských vítězstvích nad oběma Scipiony. Po porážce Hasdrubala Barky v bitvě u Baeculy a jeho následném odchodu do Itálie povýšil Massinissa do hodnosti velitele kartaginské jízdy v Hispánii a v letech 208 až 207 př. n. l. zde vedl úspěšnou gerilovou válku proti Scipionovi Africanovi staršímu a získával tak čas, jenž využili Mago a Hasdrubal Gisko k odvodu a výcviku nového vojska. S čerstvými posilami se oba vojevůdci v roce 206 př. n. l. připojili k Massinissově jízdě a společně se postavili Scipionovi v bitvě u Ilipy, v níž však byla kartaginská moc v Hispánii definitivně zlomena. Scipio zde dosáhl jednoho ze svých nejskvělejších vítězství.

## Výměna stran
Když Gala v tomtéž roce zemřel, jeho synové Massinissa a Oezalces se začali přít o nástupnictví, čehož využil Syfax k dobytí značné části východní Numidie. Mezitím byli Kartaginci vytlačeni z Hispánie a Massinissa usoudil, že vítězství ve válce připadne Římanům a nikoliv Kartagincům, načež se rozhodl spojit se s Římany. K této Massinissově změně stran napomohl i sám Scipio, když propustil na svobodu Massinissova synovce, Massivu, který neuposlechl strýcovy rozkazy, vřítil se do víru boje a upadl do římského zajetí.
Hasdrubal Gisko se nyní musel poohlédnout po novém spojenci, kterého záhy nalezl v Syfakovi. Situace se tak úplně obrátila: západní (masaesylská) Numidie byla nyní spojencem Punů, kdežto východní (massylská) jejich nepřítelem. Hasdrubal upevnil Syfakovo spojenectví provdáním své dcery Sofonisbe, do té doby snoubenky Massinissy. Syfax následně znovu pronikl do východní Numidie, porazil Massinissu, vypudil jej ze země a stal se králem obou kmenů. Po Scipionově vylodění v Africe v roce 204 př. n. l. se tak Massinissa mohl k římskému veliteli dostavit pouze jako uprchlík.
V bitvě u Bagrades v roce 203 př. n. l. Scipio přemohl vojsko Hasdrubala Giskona a Syfaka a zatímco římský vojevůdce zaměřil nyní svoji pozornost na Kartágo, Gaius Laelius a Massinissa se ihned vrhli do pronásledování poraženého Syfaka, kterého dopadli v Cirtě a následně ho předali do Scipionových rukou. Po Syfakově zajetí se Massinissa mohl konečně oženit se Sofonisbe, avšak Scipio, který pochyboval o její loajalitě, si jí vyžádal do Říma, kde měla být vedena v triumfálním průvodu. Aby jí ušetřil takového ponížení, poslal jí Massinissa jed, kterým se Sofonisbe dobrovolně otrávila. Massinissa si tímto činem vysloužil důvěru Římanů a Scipio ho následně uznal za krále Massylů.
V bitvě u Zamy proti Hannibalovi velel Massinissa jízdě na Scipionově pravém křídle. Sám Scipio střetnutí s Kartaginci oddaloval tak dlouho, dokud se Massinissa se svými jezdci nepřipojil k jeho armádě. Bitva samotná se pro Římany nevyvíjela zcela optimálně a již se zdálo, že Hannibal zvítězí. V tomto kritickém momentě se ale Massinissa, který nejdříve z bojiště zahnal kartaginskou jízdu, vrátil zpět a Kartagincům, kteří měli vítězství v boji takřka na dosah ruky, vpadl do týlu a uvedl jejich řady do naprostého chaosu. Tím byla bitva a tedy i celá válka rozhodnuta ve prospěch Římanů. Za svoje služby obdržel Massinissa od Římanů Syfakovo království, což z něho učinilo pána celé Numidie. Kartaginci mu navíc na nátlak Římanů museli odstoupit rovněž Tripolitánii (dnešní severozápadní Libye), takže Numidské království nyní kartaginské državy úplně obkličovalo.

## Král sjednocené Numidie

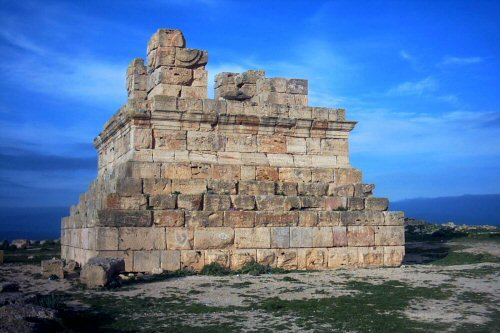
Massinisova hrobka v městě El-Chrub (El-Khroub) nedaleko Constantine, Alžírsko

Po odchodu Římanů z Afriky vytvořil Massinissa z Numidie vlastní království s hlavním městem v Cirtě (dnešní Konstantine). Všechno toto se dělo podle dohody s Římany, kteří usilovali ztrpčovat Kartagincům život spory s jejich sousedy. Massinissa a jeho synové vlastnili rozsáhlé statky po celé zemi. Důležitými městy Massinissovy říše byly Capsa, Thugga (dnešní Dougga), Bulla Regia a Hippo Regius (dnes Annába).
Massinissa pokračoval i ve zbytku svého života v rozšiřování své domény. Ještě před svou smrtí stačil vyprovokovat Kartágo (za notného přispění Římanů) k tomu, aby proti němu vojensky zakročilo. Podle Liviova popisu Numiďané přepadli a vyplenili asi sedmdesát měst na jihu a západě území dosud náležejícího Kartagincům. Punové pobouření tímto chováním, proti nim vyslali vojsko, což bylo ale v rozporu s dohodou s Římany, podle níž se Kartágu zakazovalo vést s kýmkoliv válku bez svolení římského senátu. V následném boji ale Kartaginci Numiďanům podlehli a museli s Massinissou uzavřít potupnou smlouvu. Zbytek vojska musel ustoupit beze zbraní zpět do Kartága, na zpáteční cestě byli ale Kartaginci přepadeni a z velké části pobiti Massinissovým synem Gulussou. Římanům to však postačilo jako záminka k zahájení třetí punské války.
Teprve nyní si Massinissa patrně uvědomil, že jeho nenávist ke Kartágu usnadnila Římanům šíření jejich vlivu v Africe na úkor jeho vlastní říše. Jen s nechutí tudíž podporoval Římany, zemřel ale krátce po vypuknutí konfliktu v roce 149 př. n. l. Starověké prameny připomínají, že Massinissa se dožil více než 90 let a až do konce svého života prý osobně vedl numidské armády do pole.
Za Massinissova nástupce byl ustaven jeho syn Micipsa. Zanedlouho poté byla však Numidie rozdělena Scipionem Africanem mladším do tří menších říší mezi královy syny Micipsu, Gulussu a Mastanabala.